# Corrado Sanguineti
Corrado Sanguineti (Milán; 7 de noviembre de 1964) es un obispo católico italiano. 
Fue ordenado sacerdote el 30 de octubre de 1988.
Consiguió la licenciatura en Ciencias Bíblicas en el Pontificio Instituto Bíblico y la licenciatura en Teología en la Pontificia Universidad de la Santa Cruz.
El papa Francisco lo nombró obispo de la Diócesis de Pavía el 16 de noviembre de 2015, en sustitución de monseñor Giovanni Giudici, quien se retiró del cargo por límite de edad.